# Sandałowiec

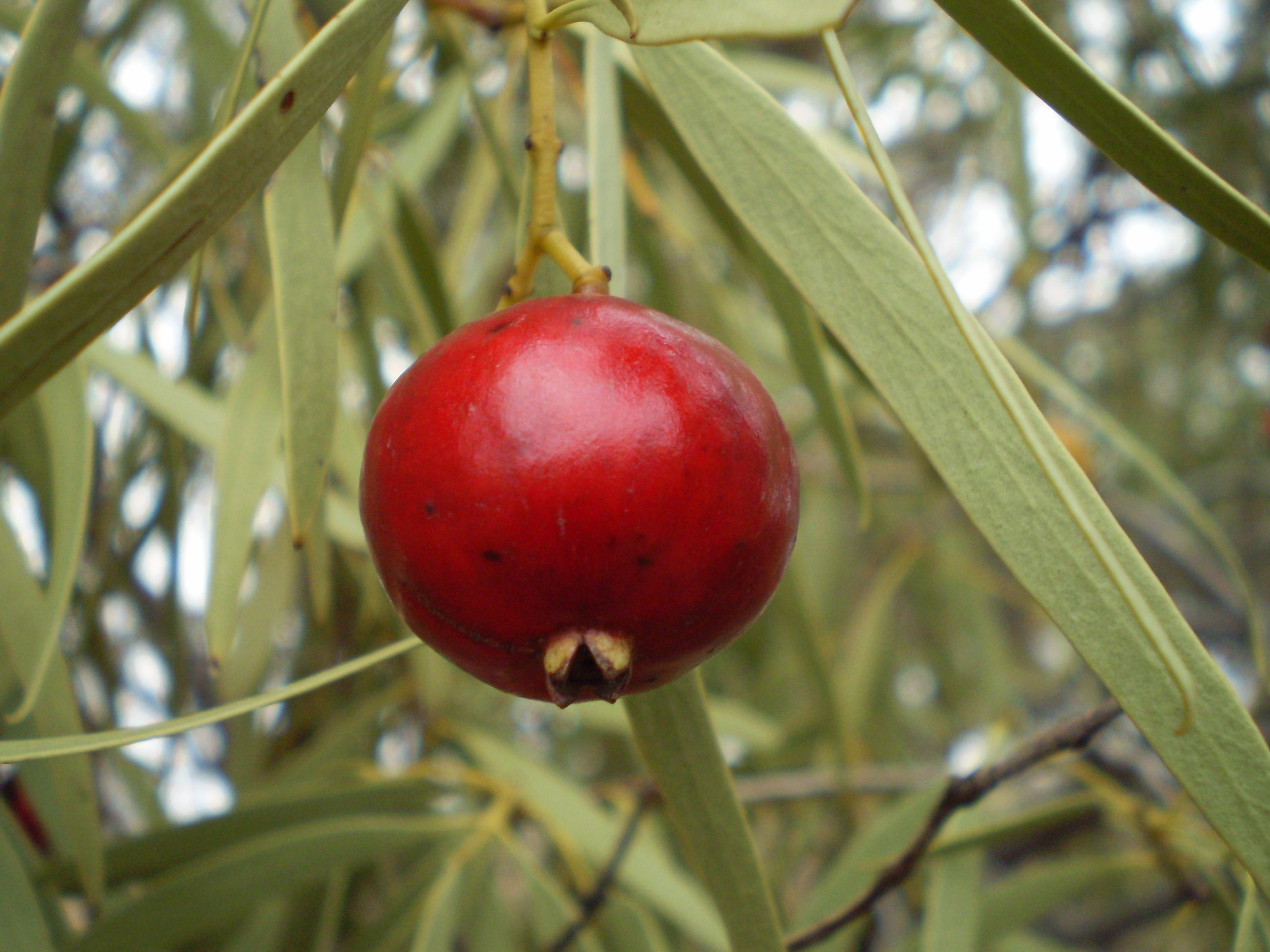
Owoc Santalum acuminatum

Sandałowiec (Santalum L.) – rodzaj roślin z rodziny sandałowcowatych. Należy do niego 16 gatunków występujących na nizinach Australii, Azji Południowo-Wschodniej i wyspach Pacyfiku.

## Morfologia i biologia
Wiecznie zielone drzewa lub krzewy. Są półpasożytami: przeprowadzają fotosyntezę, ale wodę z solami mineralnymi pobierają z korzeni innych roślin. Ich drewno ma charakterystyczny zapach. Liście naprzeciwległe, całobrzegie, skórzaste lub mięsiste. Kwiaty obupłciowe, czterokrotne, zebrane w boczne lub szczytowe drobne wiechy. Owocami są mięsiste pestkowce.

## Systematyka
Pozycja systematyczna
Rodzaj należący do rodziny sandałowcowatych (Santalaceae  R.Br.) z rzędu sandałowców (Santalales R. Br. ex Bercht. & J. Presl), w obrębie okrytonasiennych (Magnoliales).
Wykaz gatunków
- Santalum acuminatum (R.Br.) A.DC.
- Santalum album L. – sandałowiec biały
- Santalum austrocaledonicum  Vieill.
- Santalum boninense (Nakai) Tuyama
- Santalum ellipticum Gaudich.
- Santalum fernandezianum Phil.
- Santalum freycinetianum Gaudich.
- Santalum haleakalae Hillebr.
- Santalum insulare Bertero ex A.DC.
- Santalum lanceolatum R.Br.
- Santalum macgregorii F.Muell.
- Santalum murrayanum (T.L.Mitch.) C.A.Gardner
- Santalum obtusifolium R.Br.
- Santalum paniculatum Hook. & Arn.
- Santalum papuanum Summerh.
- Santalum spicatum (R.Br.) A.DC.
- Santalum yasi Seem.

Uwaga
Nazwa sandałowiec czerwony stosowana jest w odniesieniu do gatunku pterokarpus sandałowy Pterocarpus santalinus (bobowate).

## Zastosowanie
Owoce niektórych gatunków są jadalne. Z sandałowca białego otrzymuje się olejek sandałowy. Niektóre gatunki bywają uprawiane jako rośliny ozdobne, ale ich uprawa ze względu na półpasożytniczy tryb życia jest trudna.

## Znaczenie w hinduizmie
Rasarnawa, dzieło hinduistycznej alchemii tantrycznej (rasajany), datowane na około XI w. n.e., zapewnia, że rytuał wielbienia Śiwy z użyciem drzewa sandałowego, aloesu, kamfory i szafranu prowadzi do osiągnięcia śiwaloki – nieba boga Śiwy.